# Appleshaw
Appleshaw – wieś w Anglii, w hrabstwie Hampshire, w dystrykcie Test Valley. Leży 23 km na północny zachód od miasta Winchester i 104 km na zachód od Londynu. Miejscowość liczy 487 mieszkańców.